# 103 Eskadra Lotnictwa Łącznikowego

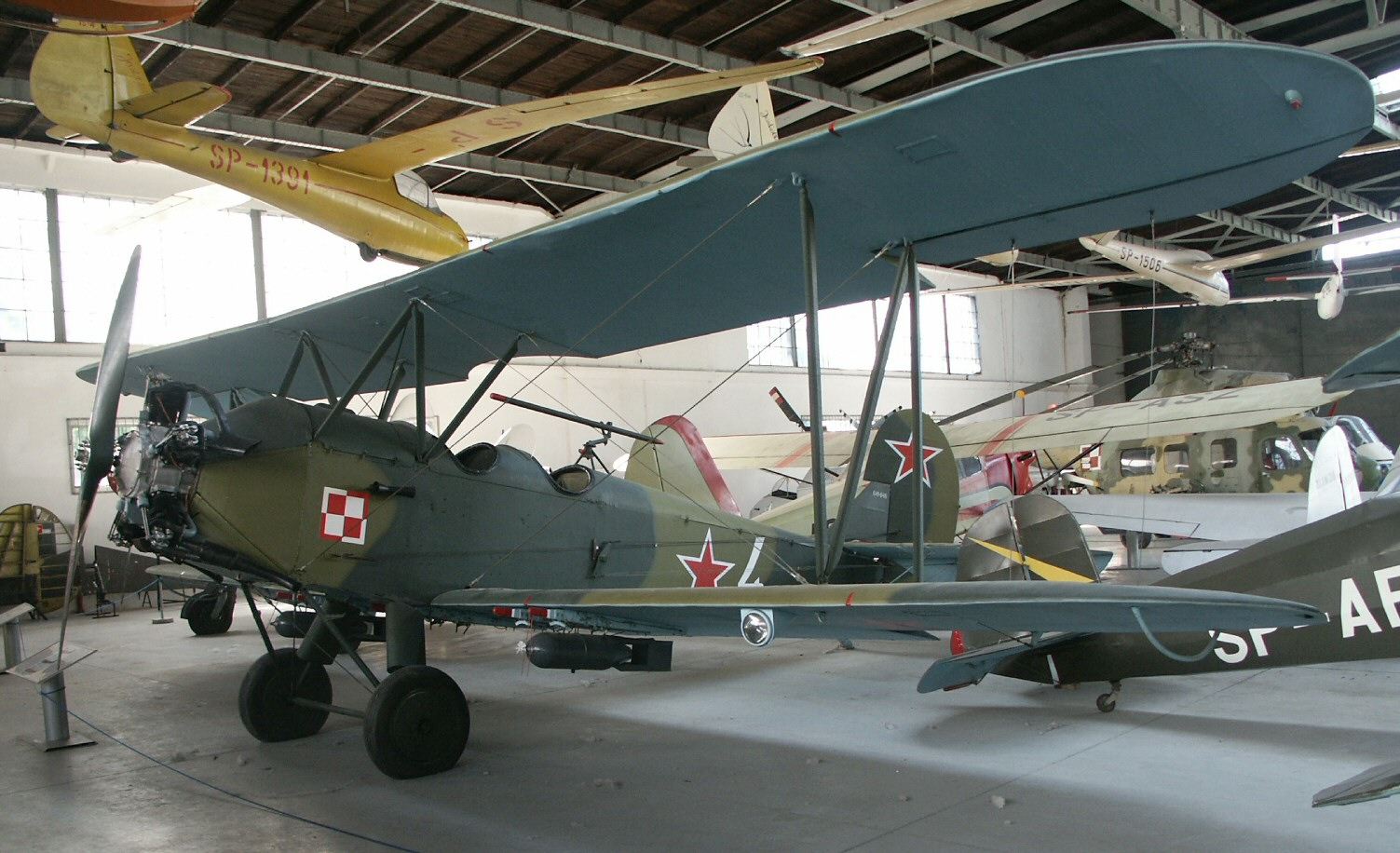
Po-2

103 Samodzielna Eskadra Lotnictwa Łącznikowego (103 elł) – pododdział lotnictwa łącznikowego ludowego Wojska Polskiego.

## Formowanie i zmiany organizacyjne
Eskadrę sformowano na bazie eskadry radzieckiej w kwietniu 1944 roku w Grigoriewskoje.
Pod koniec kwietnia eskadrę przesunięto na Ukrainę do Trojanowa w rejonie żytomierskim. W maju eskadra przybyła do Łucka, w trzeciej dekadzie lipca bazowała pod Chełmem, a następnie stacjonowała pod Lublinem.
W dniu zakończenia wojny eskadra liczyła 95 ludzi, 12 samolotów Po-2, 10 samochodów i 1 traktor.
W grudniu 1945 roku przemianowano eskadrę na 9 samodzielną eskadrę łącznikową Korpusu Bezpieczeństwa Wewnętrznego. Na miejsce stacjonowania wyznaczono jej lotnisko Warszawa - Bielany ( Bemowo). Po przekazaniu w 1965 r. wojsk KBW z MSW do MON eskadra pozostała w gestii MSW i została podporządkowana dowódcy Nadwiślańskiej Brygady MSW im. Czwartaków AL.

## Działania bojowe
W okresie walk 1 Armii WP na przyczółku warecko-magnuszewskim eskadra wykonywała zadania z lądowisk w Kurowie oraz pod Garwolinem. Podczas walk w rejonie Warszawy eskadra bazowała w Soplicowie koło Otwocka. 17 stycznia 1945 roku została przesunięta na lądowisko, w rejonie Błonia, a od 19 stycznia bazowała na lotnisku Sanniki. 20 stycznia przeleciała do Brześcia Kujawskiego, a 22 lutego do Bydgoszczy. W lutym i marcu eskadra  stacjonowała w Więcborku koło Sępolna, Złotowie, Jastrowia i Szwecji. Na początku kwietnia stacjonowała w Naroście. Podczas operacji berlińskiej również kilkakrotnie zmieniała miejsce postoju.
Od 19 kwietnia 1944 roku, do zakończenia wojny 10 załóg eskadry wykonało 1512 zadań. Po wojnie eskadra powróciła do kraju na lądowisko pod Katowicami.

## Obsada personalna eskadry
- dowódca eskadry — mjr A. Kuwajew
- zastępca dowódcy do spraw polityczno-wychowawczych — mjr Jerzy Bogdanowski
- szef sztabu  — kpt.  Wałdaj